# 오타와 세너터스 (1883년)

오타와 세너터스(영어: Ottawa Senators)는 1917년부터 1934년까지 온타리오주 오타와를 연고지로 하여 NHL 캐나디안 디비전 소속으로 활동했던 프로 아이스하키 팀이다.
1934년 연고지를 미주리주 세인트루이스(세인트루이스 이글스)로 이전했다.

## 역대 홈경기장
| 경기장            | 사용기간      | 수용인원 | 장소              | 비고 |
| ----------------- | ------------- | -------- | ----------------- | ---- |
| 오타와 세너터스   |               |          |                   |      |
| 더 아레나         | 1908년~1923년 | 4,500명  | 온타리오주 오타와 | 빈칸 |
| 오타와 오디토리움 | 1923년~1934년 | 7,500명  | 온타리오주 오타와 | 빈칸 |

## 같이 보기
- 오타와 세너터스
- 세인트루이스 이글스